# Prinia namaqua
Phragmacia substriata, Phragmacia
Genre
Espèce
Statut de conservation UICN

 LC  : Préoccupation mineure
La Prinia namaqua (Phragmacia substriata), unique représentant du genre Phragmacia, est une espèce de passereaux de la famille des Cisticolidae.

## Répartition et sous-espèces
Cet oiseau se répand à travers le Karoo nama.
Selon la classification de référence du Congrès ornithologique international (14.2, 2024) :
- P. s. confinis (Clancey, 1991) — extrême-sud de la Namibie et nord-ouest de l'Afrique du Sud
- P. s. substriata (Smith, 1842) — centre/ouest de l'Afrique du Sud